# Palacio Molin Querini
El palacio Molin Querini o palacio Molin Querini de la Maddalena es un palacete histórico italiano, de estilo neoclásico, situado en el sestiere de Cannaregio en Venecia, con fachada al Gran Canal de Venecia, donde este confluye con el «rio della Maddalena» a la altura de la iglesia de San Stae, junto al palacio Emo de la Maddalena.

## Historia
El edificio actual se reconstruyó mediado el siglo XVIII. En él vivió el obispo de Brescia Giovanni Molin (1705-1773).

## Descripción
El edificio presenta una planta particular y versátil, condicionada por las características del tramo sinuoso del canal donde se edificó, al que se adapta. La fachada está dividida en dos secciones cuya separación es claramente diferenciable por la esquina de unión. La parte izquierda tiene un destacable portón a nivel del Canal y arriba, en las plantas nobles, unas serlianas balconadas asociadas a tres monóforas rectangulares.
En la parte de la derecha solo hay ventanas independientes o monóforas haciendo esquina con la fachada que mira al canal menor «rio della Maddalena».
Además de la planta baja y las dos plantas nobles, el edificio cuenta con un entresuelo y con una buhardilla. Además hay un pequeño patio central en el interior.